# Mirosław Tłokiński
Mirosław Tłokiński, né le 2 octobre 1955 à Gdynia, est un ancien footballeur international polonais. Il était surnommé Tłoczek.
Il est désormais professeur de sport au Lycée Privé  Rodolphe Töpffer à Genève.

## Carrière

### En club
- 1969-1973 :  Flota Gdynia
- 1973-1975 :  Arka Gdynia
- 1975-1976 :  Lechia Gdańsk
- 1976-1983 :  Widzew Łódź
- 1983-1985 :  RC Lens
- 1985-1987 :  CS Chênois
- 1987-1988 :  Vevey-Sports
- 1988-1989 :  Stade rennais
- 1989-1990 :  FC Lausanne-Sport
- 1990-1993 :  Onex Genève
- 1993 :  Urania Genève Sport

### En sélection
- De 1981 à 1983, il a totalisé 2 sélections avec la Pologne

### Carrière d'entraîneur
2011 - ... : US Terre Sainte II (3e ligue) 6e division suisse.